# Justin Blackmon
Justin Carl Blackmon (Oceanside, 9 gennaio 1990) è un giocatore di football americano statunitense che gioca nel ruolo di wide receiver per i Jacksonville Jaguars della National Football League. Fu scelto come quinto assoluto del Draft NFL 2012 dai Jaguars. Al college ha giocato a football per l'Università dell'Oklahoma.
Era considerato dagli analisti il miglior giocatore nel ruolo di wide receiver nel Draft 2012.

## Carriera universitaria
Blackmon giocò dal 2008 al 2011 con gli Oklahoma State Cowboys, squadra rappresentativa dell'Università dell'Oklahoma. Con essi fu selezionato due volte come All-American, vinse due volte il Fred Biletnikoff Award come miglior ricevitore dell'anno e fu giudicato il miglior giocatore del Fiesta Bowl 2012 dopo aver ricevuto 186 yard e segnato tre touchdown nell'incontro. Prima di tale incontro si dichiarò eleggibile per il Draft 2012.
Riconoscimenti
- MVP del Fiesta Bowl: 1

2012
- Fred Biletnikoff Award: 2

2010, 2011
- All-American: 2

2010, 2011
- Giocatore offensivo dell'anno della Big 12
- Paul Warfield Trophy: 2

2010, 2011

## Carriera professionistica

### Draft NFL 2012
Blackmon decise di non partecipare all'annuale NFL Combine che precede il Draft. In seguito, Justin decise di eliminare le questioni sollevate riguardo alla sua velocità sulla lunga distanza all'Oklahoma State Pro Day. Lo stile di Blackmon venne paragonato a quello del pro-bowler Anquan Boldin. Il 26 aprile, Blackmon venne selezionato dai Jacksonville Jaguars che per sceglierlo come quinto assoluto scambiarono la propria settima scelta assoluta e una scelta del quarto giro coi Tampa Bay Buccaneers. Egli fu la più alta scelta da Oklahoma State dai tempi di Barry Sanders nel Draft NFL 1989.
La notte di sabato 2 giugno 2012, Blackmon fu arrestato a Stillwater, Oklahoma, per guida in stato di ebbrezza, con un tasso alcolemico di tre volte superiore al limite statale consentito. Il giocatore fu svincolato nella successiva domenica pomeriggio previo il pagamento di mille dollari di cauzione.

### Jacksonville Jaguars

#### Stagione 2012
Dopo aver saltato i primi 11 giorni del training camp, il 6 agosto 2012, Blackmon fu ultimo rookie della sua annata a firmare il proprio contratto con la franchigia. L'accordo fu della durata quadriennale per un valore complessivo di 18,5 milioni di dollari, tutti garantiti.
Il 9 settembre, nel giorno del suo debutto professionistico, Blackmon ricevette 3 passaggi per 24 yard coi Jaguars che vennero sconfitti ai supplementari dai Minnesota Vikings. Blackmon partì come titolare anche nella seconda partita persa contro gli Houston Texans senza ricevere alcun passaggio. Nella settimana 3, i Jaguars vinsero la prima partita stagionale contro gli Indianapolis Colts in cui Justin ricevette solo un passaggio da 7 yard. Jacksonville perse la terza gara stagionale nel turno successivo contro i Cincinnati Bengals guidando la squadra con 48 yard ricevute.
Nella settimana 5 Jacksonville fu sconfitta nettamente per 41-3 dai Chicago Bears con il ricevitore che concluse con 40 yard su 3 passaggi ricevuti.
Nella settimana 8 i Jaguars misero in difficoltà i Green Bay Packers ma persero 15-24 con Blackmon che ricevette 4 passaggi per 67 yard. Nella settimana 9 il giocatore segnò il primo touchdown su ricezione della carriera contro i Detroit Lions.
Dopo una prima parte di stagione all'insegna della mediocrità, Blackmon esplose nella settimana 11 contro gli Houston Texans, la squadra col miglior record della NFL, ricevendo ben 236 yard (dopo averne ricevute un totale di 250 nelle prime 10 gare) dal quarterback di riserva Chad Henne, con un touchdown segnato. I Jaguars sfiorarono la clamorosa vittoria in casa di Houston perdendo solo ai supplementari. Le 236 yard di Blackmon furono il terzo risultato della storia per un rookie e la seconda cifra assoluta della franchigia dei Jaguars.
Blackmon seguì quella prestazione con un'altra solida gara contro i Tennessee Titans ricevendo 62 yard e segnando un touchdown coi Jaguars che interruppero una striscia negativa di 7 sconfitte consecutive.
Nella settimana 15 Justin ricevette altre 93 yard contro i Miami Dolphins ma la sua squadra uscì ancora sconfitta. La domenica successiva i Jags misero in difficoltà i New England Patriots ma persero ancora. Justin ricevette 79 yard e segnò il quarto touchdown stagionale. Nell'ultima gara dell'anno, Blackmon segnò un touchdown nella sconfitta contro i Tennessee Titans.
La sua stagione da rookie si concluse con 16 gare disputate (14 come titolare), 865 yard ricevute (massimo della lega per un rookie) e 5 touchdown segnati su ricezione (secondo massimo per un rookie nel 2012), mentre i Jaguars terminarono col peggior record della lega con 2 vittorie e 14 sconfitte.

#### Stagione 2013
Il 30 aprile 2013, Blackmon fu sospeso dalla NFL per le prime quattro partite della stagione 2013 per abuso di sostanze vietate. Tornò in campo nella settimana 5 contro i St. Louis Rams ricevendo 136 yard e segnando un touchdown da 67 yard. La settimana successiva, contro gli imbattuti Denver Broncos, Justin ricevette 14 passaggi per 190 yard da Chad Henne. Due settimane dopo fu sospeso a tempo indefinito (almeno fino al termine della stagione) dalla lega per essere stato nuovamente trovato positivo ai test antidoping.

## Palmarès
- PFWA All-Rookie Team - 2012

## Statistiche
| Partite totali         | 20    |
| Partite da titolare    | 18    |
| Ricezioni              | 93    |
| Yard su ricezione      | 1.280 |
| Touchdown su ricezione | 6     |

Statistiche aggiornate alla stagione 2013